# Koordinative Fähigkeiten
Koordinative Fähigkeiten
lassen sich
- als komplexe Leistungsbereitschaften in einem übergreifenden nichtfachlichen Sinn verstehen > Koordinative Fähigkeiten (Allgemein)
- als bewegungsspezifische Merkmale auf den engeren Motorikbereich beziehen  >  Koordinative Fähigkeiten (Motorik)